# Ludwig Hinterstocker
Ludwig Hinterstocker (* 11. April 1931 in Traunstein; † 2. Juli 2020 in Stuttgart) war ein deutscher Fußballspieler, der als Mitglied der deutschen Fußballnationalmannschaft der Amateure an den Olympischen Sommerspielen 1952 in Helsinki teilnahm.

## Laufbahn

### Vereine
In Oberbayern, im Fußballkreis Inn/Salzach, beim 1. FC Traunstein begann die Fußballkarriere des Sturmtalentes Ludwig Hinterstocker. Mit 23 Jahren wechselte er zur Runde 1953/54 in die Oberliga Süd zum VfB Stuttgart. Georg Wurzer, der Schwaben-Trainer und Talenteformer setzte auf den schnellen Mann am rechten Flügel.
Das erste Jahr beim VfB wurde zu einem wahren Erfolgsjahr des Talentes aus Oberbayern. Mit dem VfB Stuttgart gewann er den Titel in der Oberliga Süd 1953/54 vor Eintracht Frankfurt, Offenbacher Kickers, 1. FC Nürnberg und dem Karlsruher SC. In der Oberliga absolvierte der Flügelstürmer 29 Spiele und schoss dabei sieben Tore. Damit zog der Deutsche Meister des Jahres 1952 in die Endrunde um die deutsche Meisterschaft 1954 ein. Durch die Fußball-Weltmeisterschaft 1954 in der Schweiz vom 16. Juni bis 4. Juli führte der DFB nur eine verkürzte Endrunde (keine Hin- und Rückspiele) mit sechs Mannschaften in zwei Gruppen zu je drei Mannschaften durch. Am 9. Mai gewann der VfB mit 3:0 Toren sein erstes Gruppenspiel beim Berliner Meister Berliner SV 92.
Die Stuttgarter Sturmspitzen mit Ludwig Hinterstocker, Erwin Waldner und Rolf Blessing konnten dabei von der Berliner Abwehr nicht in Schach gehalten werden. Acht Tage später, am 16. Mai in Düsseldorf, setzte sich aber überraschend Hannover 96 mit 3:1 Toren gegen das Team um Spielführer Robert Schlienz durch. Geradezu eine Sensation wurde das Finale am 23. Mai mit dem 5:1-Sieg der 96er gegen den 1. FC Kaiserslautern. Ludwig Hinterstocker und seine Mannschaftskameraden vom VfB Stuttgart hatten aber bereits am 17. April 1954 in Ludwigshafen mit einem 1:0-Erfolg in der Verlängerung gegen den 1. FC Köln den DFB-Pokal gewonnen.
Zum Gewinn der süddeutschen Vizemeisterschaft 1956 steuerte Hinterstocker in 19 Spielen fünf Tore bei. In der Endrunde kam er nur gegen Borussia Dortmund zum Einsatz. Nach der Runde 1957/58, er hatte 122 Spiele in der Oberliga Süd für den VfB Stuttgart bestritten und dabei 32 Tore erzielt, wechselte er zum Stadtrivalen Stuttgarter Kickers, die gerade in die 2. Liga Süd abgestiegen waren. Mit Hinterstocker gelang der sofortige Wiederaufstieg in der Saison 1958/59, aber auch den sofortigen Wiederabstieg erlebte der Mann aus Traunstein in der Runde 1959/60. Bis zum Ende der Liga, der Runde 1962/63, spielte Hinterstocker für die Kickers in der 2. Liga Süd. Auch im ersten Jahr Regionalliga Süd, 1963/64, schnürte er für die Degerlocher noch in 18 Spielen – jetzt zumeist als Verteidiger – die Fußballstiefel. Danach beendete er seine höherklassige Spielerlaufbahn.

### Deutsche Fußballnationalmannschaft der Amateure, 1952
Durch den errungenen Titel mit Bayern im Länderpokal des Jahres 1952 in Wuppertal gegen den Titelverteidiger Niederrhein mit 4:0 Toren hatte der 21-jährige Außenstürmer des FC Traunstein Bundestrainer Sepp Herberger auf sich aufmerksam gemacht. Er wurde zu den Länderspielen der DFB-Amateure am 18. Mai 1952 in Nürnberg gegen Großbritannien und am 8. Juni in München gegen Österreich nominiert und überzeugte dabei auf Rechtsaußen, sodass der Bundestrainer ihn mit zu den Olympischen Spielen nach Helsinki nahm. Dort kam er bei den Spielen gegen Brasilien und Schweden zum Einsatz.
Mit Bayern gewann der Rechtsaußen des FC Traunstein auch im Jahre 1953 den Länderpokal. Zusammen mit Erich Bäumler und Hans Zeitler bildete er dabei gegen die Niedersachsen-Auswahl einen Angriff von besonderer Qualität.